# Astraxanovka
Astraxanovka è un comune dell'Azerbaigian situato nel distretto di Oğuz. Conta una popolazione di 587 abitanti.